# محمد موحدی آزاد
محمّدکاظم موحّدی آزاد (زاده شهریور ۱۳۳۹، قم) روحانی و قاضی ایرانی و دادستان کل کشور است‌. وی پیش‌تر رئیس دادگاه عالی انتظامی قضات بوده‌است. 

## زندگی
محمّد موحّدی آزاد در روز ۱۵ شهریور ۱۳۳۹ در شهر قم متولد شد. او در ۲۴ سالگی فعالیت خود را در زمینه قضاوت آغاز کرد.
وی در حوزه به تحصیلات فقه و اصول پرداخت.

## سوابق
محمد موحدی آزاد پیش از این رئیس دادگاه عالی انتظامی قضات، دادستان انتظامی قضات، معاون قضائی رئیس کل دادگستری تهران و سرپرستی دادگاه‌های انقلاب اسلامی تهران را عهده دار بود، اولین تجربه کاری خود را در دستگاه قضایی از دادیاری در استان تهران آغاز کرد. وی ۱۰ سال سمت‌های دادیاری، دادیاری جانشین، بازپرس، معاون دادستان و دادستان را عهده داشت و از دیگر سوابق قضایی وی می‌توان به ۱۰ سال ریاست دادگاه بدوی یکی از شعب دادگاه انقلاب اسلامی در تهران اشاره کرد. همچنین به مدت ۱۰ سال ریاست دادگاه تجدید نظر تهران را بر عهده داشت و مدتی نیز در سمت ریاست دادگاه انقلاب اسلامی تهران مشغول به فعالیت بود.